# Посёлок Автозаправочной Станции
Автозаправочной Станции — посёлок в Смоленском районе Смоленской области России. Входит в состав Печерского сельского поселения. Население — 133 жителя (2010 год).

## География
Расположен в западной части области в 5 км к северу от Смоленска, в 0,1 км южнее автодороги М1 «Беларусь». В 9 км южнее посёлка находится железнодорожная станция Смоленск на линии Москва — Минск.

## История
В годы Великой Отечественной войны посёлок была оккупирована гитлеровскими войсками в июле 1941 года, освобождён в сентябре 1943 года.